# Милица Пејановић Ђуришић
Милица Пејановић Ђуришић (Никшић, 27. април 1959) црногорска је инжењерка, професорка и политичарка.

## Биографија
Дипломирала је 1982. године на Електротехничком факултету Универзитета у Подгорици, магистрирала 1984. и докторирала 1987. на Универзитету у Београду. Од 1983. до 1988. била је асистенткиња на Универзитету Црне Горе, од 1988. до 1998. професорка, а од 1998. редовна професорка информатике и телекомуникација на Универзитету.

### Политичка каријера
Од 26. до 28. априла 1989. године била је предсједница Централног комитета Савеза комуниста Црне Горе.
Била је чланица Председништва Црне Горе од 1990. до 1992, а од 1993. до 2001. године посланица у Скупштини Црне Горе.
Од 1997. до 1998. године била је предсједница Демократске партије социјалиста Црне Горе, амбасадорка Србије и Црне Горе у Белгији и Луксембургу од фебруара 2004. до јула 2006. и амбасадорка Црне Горе у Француској, Монаку и при УНЕСКО-у од фебруара 2007. до 2010. године.
Дана 13. марта 2012, постала је министарка одбране Црне Горе.